# 弗农
弗农是加拿大不列顛哥倫比亞省南部歐肯那根地區的一個城市，距離溫哥華東北440公里。是以福布斯喬治·弗農，不列顛哥倫比亞省的前MLA，他幫助建立了在附近的金溪牧場著名的而命名，弗農市於1892年12月30日註冊成立。弗農市有40,000（2013年）人口，而其大都市區，大弗農，在加拿大人口普查2011，擁有58,584的人口。以這人口量，弗農是北歐肯那根地區最大的城市。弗農的居民被稱為“Vernonite” 。
2005年在“The Early Show”報導中，弗農是由消費者報告排名，在北美前六位最希望退休時可以居住的社區之一。

## 歷史
這座城市是由歐肯那根人所發現，此地最初的名為Nintle Moos Chin，意為“跳過小溪縮小的地方”，這指的是天鵝湖穿過弗農市區的部分，也就是現在社區的中央核心區。這裡有些地方是歐肯那根印第安部落的一部分，屬於第一民族的歐肯那根部族聯盟。順著牧師山谷，作為印第安人保留地，它現在的名字，則是為了榮耀福布斯喬治·弗農，這位不列顛哥倫比亞省議會為耶魯的先鋒成員。在1950年代，歐肯那根人們在這個城市的兩個湖泊，歐肯那根湖和天鵝湖附近定居下來，順著小溪獲取季節性食物。在同世代裡，靠近甘露堡的一段路成為其第一條道路。而“宜人山谷路”，位於那條街的北側，也隨著歷史而發展。
1811年，毛皮商人開始在周圍地區活動，其中的一些人，如：戴維斯圖爾特，開始與太平洋毛皮公司合作，該公司之後由西北公司買下;呂克·吉魯瓦爾成為第一個白人定居者。然而，西北公司在1821年被迫與哈德遜灣公司合併。一些皮毛商決定在弗農建立據點居住下來，隨著在櫻桃溪，莫納希山脈，觀瀾河和歐肯那根湖的東側發現金礦，開始於1863年發展起來。開始發展後，許多的農場被構建起來。中央山谷區，社區原有的中央核心地帶，於1885年成型。郵局，酒店，大眾商店和學校在同年被修建。一間哈德遜灣公司專賣店也於1887年以粗狅的木結構在此建立。在歐肯那根主要經濟樞紐的歷史中，弗農是許多牧場和果園區的中心，也吸引英國家庭在附近定居。
於1891年弗農開始擴張。在加拿大太平洋鐵路聯通不列顛哥倫比亞省內陸的歐肯那根和修瓦普地區，在聯接修瓦普地區的小鎮夕卡摩後，1891年弗農也通過這條鐵路與周圍歐肯那根地區連接起來。 不久之後，加拿大太平洋鐵路使用亞伯丁驅動輪軸來作為1893年，弗農到彭蒂克頓在歐肯那根湖南段之間數地的連接。 1890年代初弗農地區開始種植果樹，而灌溉水的供應是在1906年通過運河使用在當地的果園或農場地區。 1908年，歐肯那根的軍事計劃“步槍上膛”被形成，從而使一些人在第一次世界大戰和第二次世界大戰期間的認識這個地區。弗農在1892年12月30日成為作為一座行政上的城市，在1903年成立了市政廳，其中包括了具有消防局和公共閱讀空間功能的市政大廳。次年，它被宣佈為歐肯那根最大的自治市，和擁有第一座銀行和第一具電話。隨著人口膨脹，其市中心從金溪路更換到30大道，弗農提供了更多的服務。在1909年一所學校和弗農禧年醫院為公眾提供服務。儘管第一次世界大戰期間的人口增長下降，公民仍通過投票決定成立一所新的高中，體育場館，以及後來建成的一個商場，城鄉綠化中心和圖書館，提供更多公共服務。

## 交通
有三條省級公路連接弗農：97號公路連接卑詩省南北(基洛納，甘露和北部地方)； 97A號公路始於弗農，北往阿姆斯壯和恩德比；6號公路在弗農結束，聯通往隆比的東西向交通。近年來，這些公路進行了重大整修，包括一次2千2百萬的交流道工程，及在擴建97和6號公路交界處的四線車道。
弗農市通過卑詩交通局經營弗農區域交通，該運輸系統負責所有本地的公共交通以及DART公共巴士交通。加拿大灰狗巴士公司還提供弗農從市中心的巴士總站到鎮外的目的地。
弗農的空中運輸由弗農區域機場（IATA：YVE，ICAO: CYVK ）提供於歐肯那根區的服務。機場沒有定期航班，並且主要是由民用飛機使用。 大弗農地區也使用基洛納國際機場的服務，此機場位於約40公里（約30至40分鐘車程），南靠97號公路。眾多航空公司提供遍及不列顛哥倫比亞省和阿爾伯塔省和地區，以及外如多倫多和西雅圖地區的定期客運和貨運服務。

## 气候
| 弗农                | 弗农          | 弗农          | 弗农         | 弗农        | 弗农        | 弗农        | 弗农         | 弗农        | 弗农        | 弗农        | 弗农          | 弗农        | 弗农          |
| 月份                | 1月           | 2月           | 3月          | 4月         | 5月         | 6月         | 7月          | 8月         | 9月         | 10月        | 11月          | 12月        | 全年          |
| ------------------- | ------------- | ------------- | ------------ | ----------- | ----------- | ----------- | ------------ | ----------- | ----------- | ----------- | ------------- | ----------- | ------------- |
| 历史最高温 °C（°F） | 14.5 (58.1)   | 13.1 (55.6)   | 19.3 (66.7)  | 27.8 (82.0) | 33 (91)     | 36.5 (97.7) | 38.5 (101.3) | 36.5 (97.7) | 32.5 (90.5) | 27.4 (81.3) | 19.4 (66.9)   | 13 (55)     | 38.5 (101.3)  |
| 平均高温 °C（°F）   | −0.5 (31.1)   | 2.1 (35.8)    | 8.9 (48.0)   | 14.1 (57.4) | 19.2 (66.6) | 23.1 (73.6) | 26 (79)      | 26.4 (79.5) | 20 (68)     | 11.9 (53.4) | 3.9 (39.0)    | −1.3 (29.7) | 12.8 (55.0)   |
| 日均气温 °C（°F）   | −3 (27)       | −1 (30)       | 4.4 (39.9)   | 8.8 (47.8)  | 13.4 (56.1) | 17.3 (63.1) | 19.6 (67.3)  | 19.9 (67.8) | 14.2 (57.6) | 7.9 (46.2)  | 1.3 (34.3)    | −3.5 (25.7) | 8.3 (46.9)    |
| 平均低温 °C（°F）   | −5.4 (22.3)   | −4 (25)       | −0.2 (31.6)  | 3.4 (38.1)  | 7.5 (45.5)  | 11.4 (52.5) | 13.2 (55.8)  | 13.3 (55.9) | 8.4 (47.1)  | 3.8 (38.8)  | −1.4 (29.5)   | −5.8 (21.6) | 3.7 (38.7)    |
| 历史最低温 °C（°F） | −26.7 (−16.1) | −23.5 (−10.3) | −18.3 (−0.9) | −7.2 (19.0) | 0 (32)      | 1.5 (34.7)  | 5.5 (41.9)   | 4.4 (39.9)  | −1.4 (29.5) | −17.1 (1.2) | −29.4 (−20.9) | −31 (−24)   | −31 (−24)     |
| 平均降水量 mm（）   | 32.5 (1.28)   | 24.7 (0.97)   | 28.5 (1.12)  | 31.8 (1.25) | 41.9 (1.65) | 49.4 (1.94) | 42.2 (1.66)  | 28.4 (1.12) | 36.7 (1.44) | 27.1 (1.07) | 44.2 (1.74)   | 38.2 (1.50) | 425.6 (16.76) |
| 平均降雨量 mm（）   | 7.6 (0.30)    | 10.1 (0.40)   | 24.2 (0.95)  | 31.2 (1.23) | 41.9 (1.65) | 49.4 (1.94) | 42.2 (1.66)  | 28.4 (1.12) | 36.7 (1.44) | 25.1 (0.99) | 28.1 (1.11)   | 8.3 (0.33)  | 333.3 (13.12) |
| 平均降雪量 cm（）   | 25 (9.8)      | 14.5 (5.7)    | 4.3 (1.7)    | 0.6 (0.2)   | 0 (0)       | 0 (0)       | 0 (0)        | 0 (0)       | 0 (0)       | 2 (0.8)     | 16.3 (6.4)    | 30.6 (12.0) | 93.3 (36.7)   |
| 月均日照時數        | 45.6          | 88.1          | 156.9        | 197.2       | 248.8       | 251.6       | 306.9        | 295.1       | 208.3       | 128.4       | 58.5          | 41.2        | 2,026.6       |
| 来源：              |               |               |              |             |             |             |              |             |             |             |               |             |               |